# Katedra św. Eustachego z Mcchety w Ertacmindzie
Katedra św. Eustachego z Mcchety w Ertacmindzie – prawosławna katedra w Ertacmindzie w Dolnej Kartlii.
Katedra w Ertacmindzie została wzniesiona w XIII w. w stylu typowym dla gruzińskiej architektury sakralnego XII–XIII stulecia (jego najdoskonalszym przykładem jest katedra w Samtawisi). Jest to świątynia krzyżowo-kopułowa z pojedynczą kopułą w centralnym punkcie nawy, wspartą na czterech filarach. Z zewnątrz cerkiew zdobiona jest arkadami ukształtowanymi w formie podwójnych lub potrójnych wałków. Na elewacji wschodniej głównym elementem dekoracji jest płaskorzeźbiony krzyż, który łączy się z obramowaniami dwóch wąskich okien. Zbliżone formy dostrzegalne się w architekturze ormiańskiego klasztoru Achtala.